# Zahorów Stary
Zahorów Stary (ukr. Старий Загорів, Staryj Zahoriw) – wieś na Ukrainie, w obwodzie wołyńskim, w rejonie włodzimierskim. W 2001 roku liczyła  745 mieszkańców.
Do 2020 w rejonie łokackim. 